# Inktstel

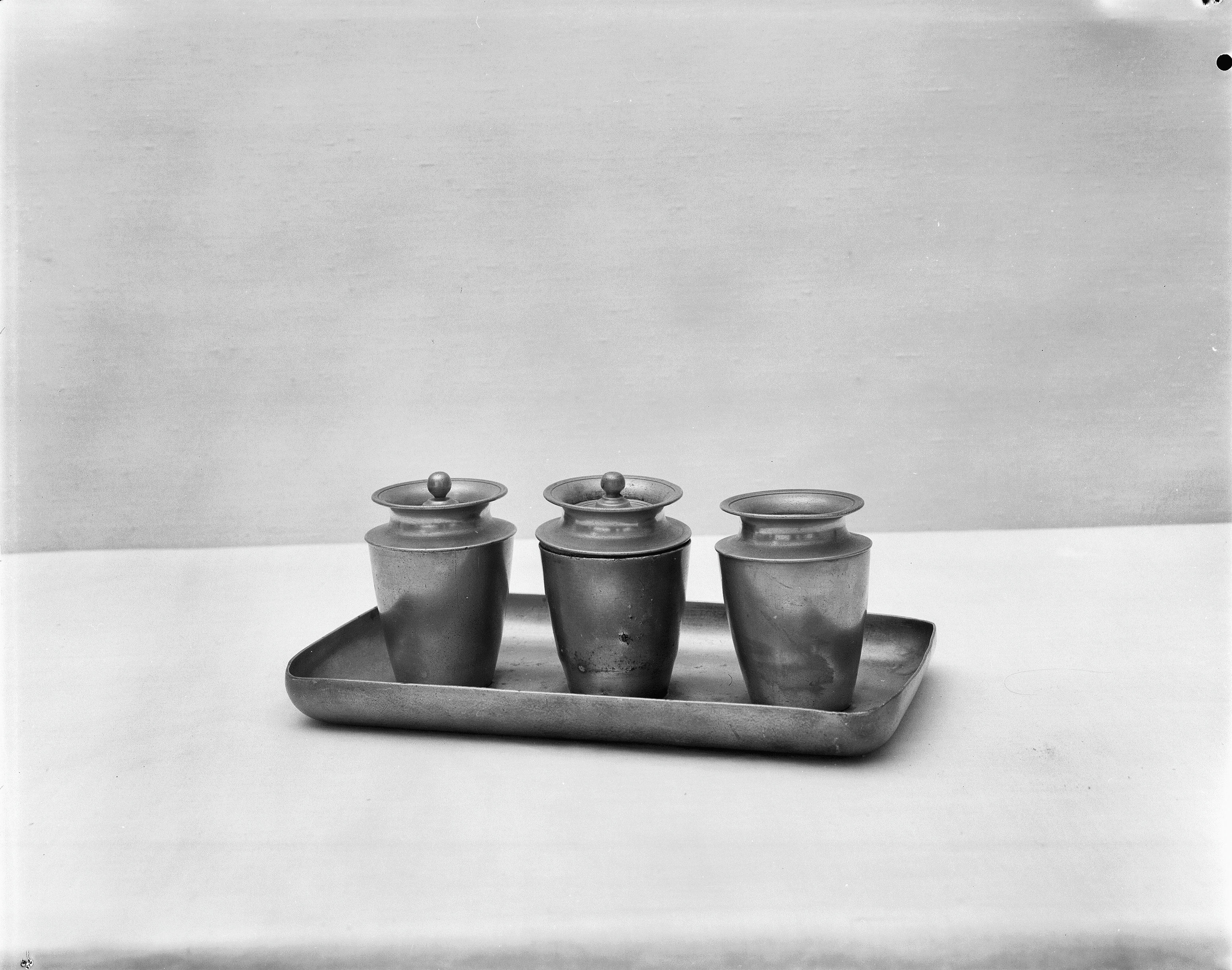
Tinnen inktstel

Een inktstel is een samenstelling van een aantal voorwerpen waarmee men met inkt kan schrijven. Een standaard inktstel bevat in ieder geval een inktreservoir of inktpot. Daarnaast bevat een inktstel vaak een zout- of zandbakje, -strooier of -potje. Dat zout of zand werd gebruikt om de inkt sneller op te laten drogen door overbodige inkt op te zuigen en weg te vegen.
De inkt en het zout of zand (in de potjes) zitten of staan in het inktstel, dat daarnaast ook nog ruimte kan bieden aan het overige schrijfgerei, zoals de pennetjes, een of meerder penhouders of ganzenveren, papier (soms ook ouwel of vloeipapier) om de inktvlekken op te deppen en soms ook een zeer gering voorraad kleine papiertjes om een korte brief of een enkele notitie op te schrijven.

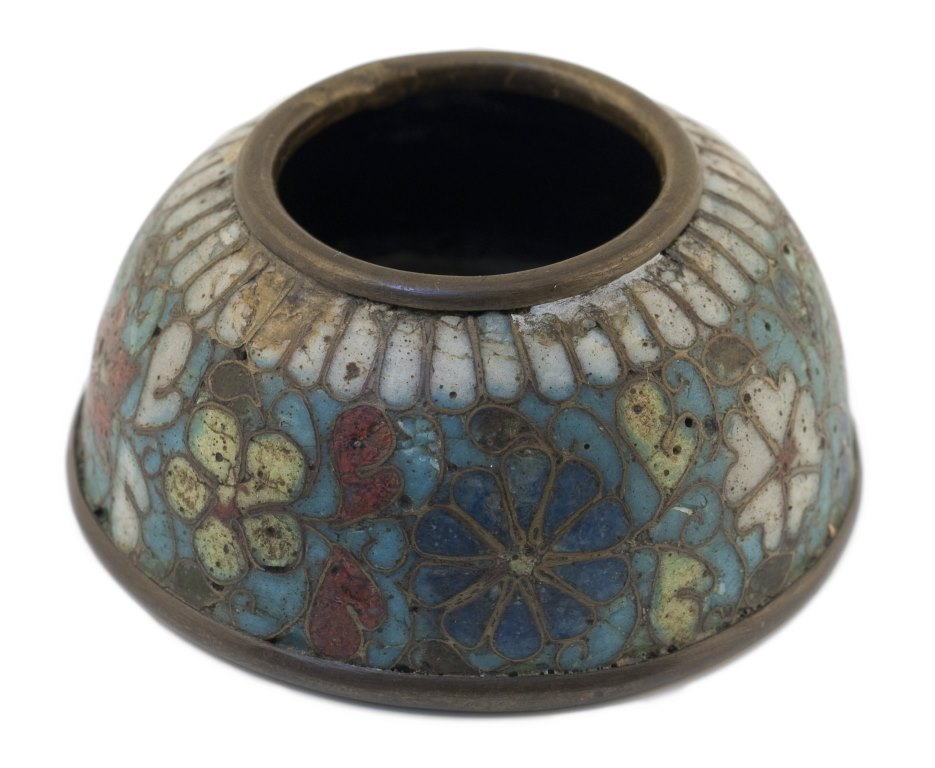
Bronzen inktpot
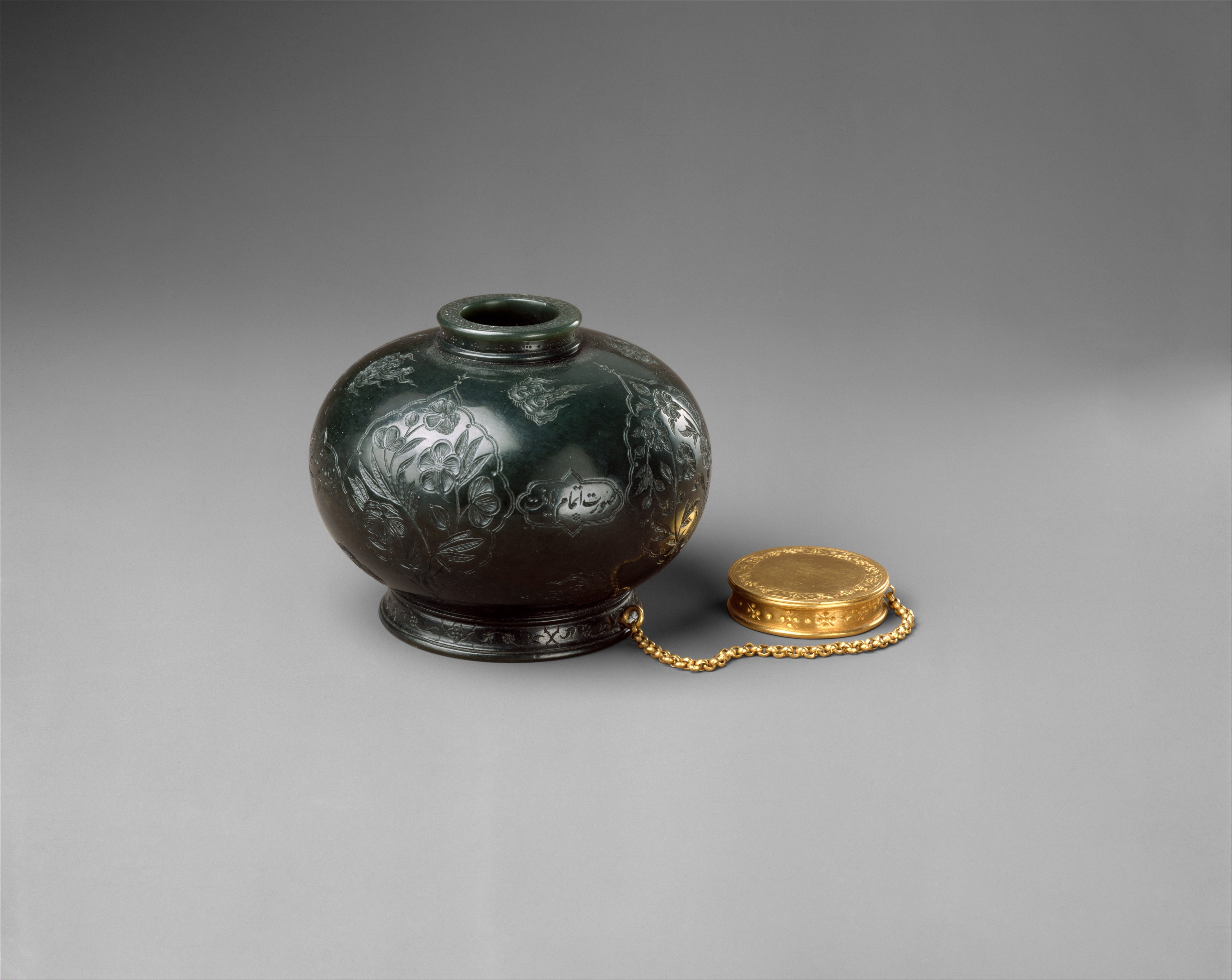
Inktpot (omstreeks 1618-19) van keizer Jahangir, zoon van Akbar
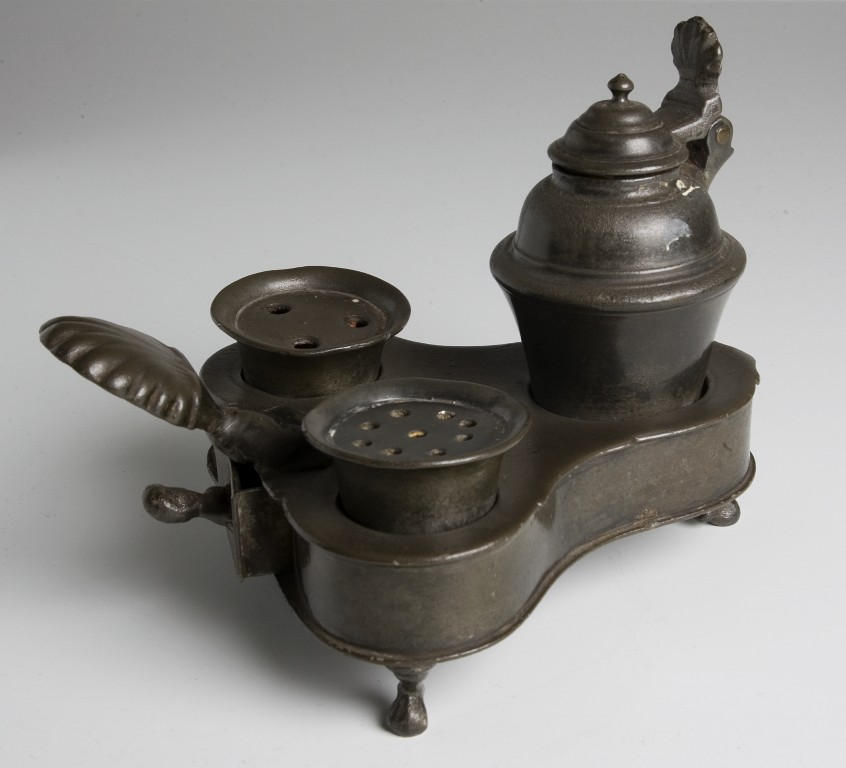
Inktstel van Pieter Teyler
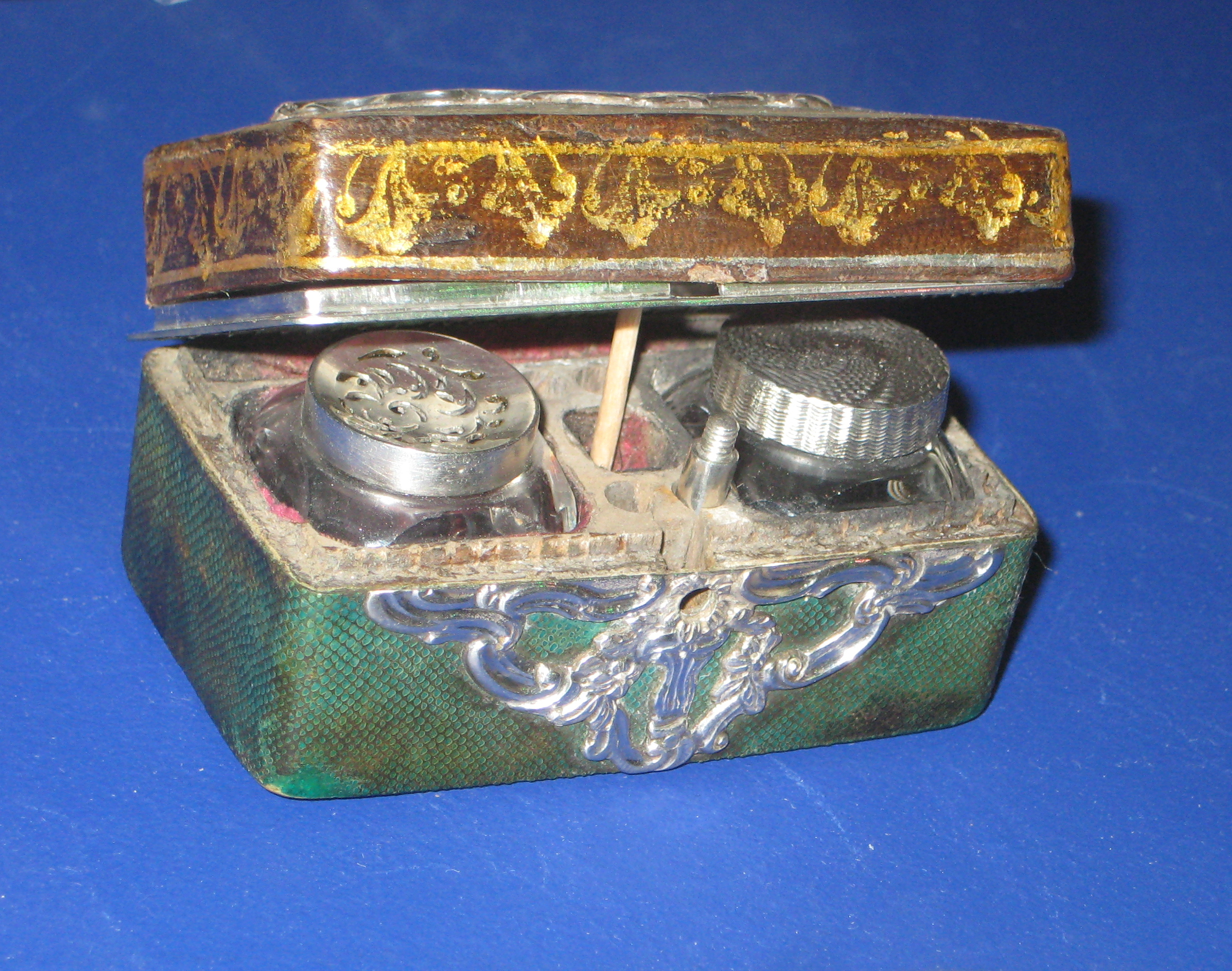
Reisinktstel